# Albertorhynchus amai
Albertorhynchus amai är en plattmaskart som beskrevs av Schockaert 1976. Albertorhynchus amai ingår i släktet Albertorhynchus och familjen Polycystididae. Inga underarter finns listade i Catalogue of Life.